# 関関同立
関関同立（かんかんどうりつ）とは、近畿地方で難関私立大学とされる4つの私立大学を示す通称である。

## 概要
具体的には以下の4大学を指し、名称は各校名の頭文字の組み合わせによる。括弧内は学部の置かれているキャンパスの所在地を表す。
1. （関：かん） 関西大学 （大阪府吹田市・大阪府高槻市・大阪府堺市堺区）
2. （関：かん〈くゎん〉[2]） 関西学院大学 （兵庫県西宮市・兵庫県三田市）
3. （同：どう） 同志社大学 （京都府京都市上京区・京都府京田辺市）
4. （立：りつ） 立命館大学 （京都府京都市北区・滋賀県草津市・大阪府茨木市）

「関関同立」というグループ化は、当初はメディアや学生交流で先行していたが、その後大学当局の交流も活発化し、「関西四大学」の名称が用いられることも多いものの、公式の大学グループとなった。これは、他のニックネームで括られた大学グループが（野球リーグ名などを援用したものを除いて）完全に外部からの呼称であるのに対して、際立った特徴となっている。
略字をつなげた私立大学グループの通称としては最も早くに定着し、規模や歴史の古さ、学部構成などが比較的近いこともあり、公式化に繋がっていった。西日本最難関私立大学群として、関西のみならず全国的に知名度があり、高い人気、研究水準、就職実績を兼ね備えた日本有数の名門私立大学の集まりとなっている。

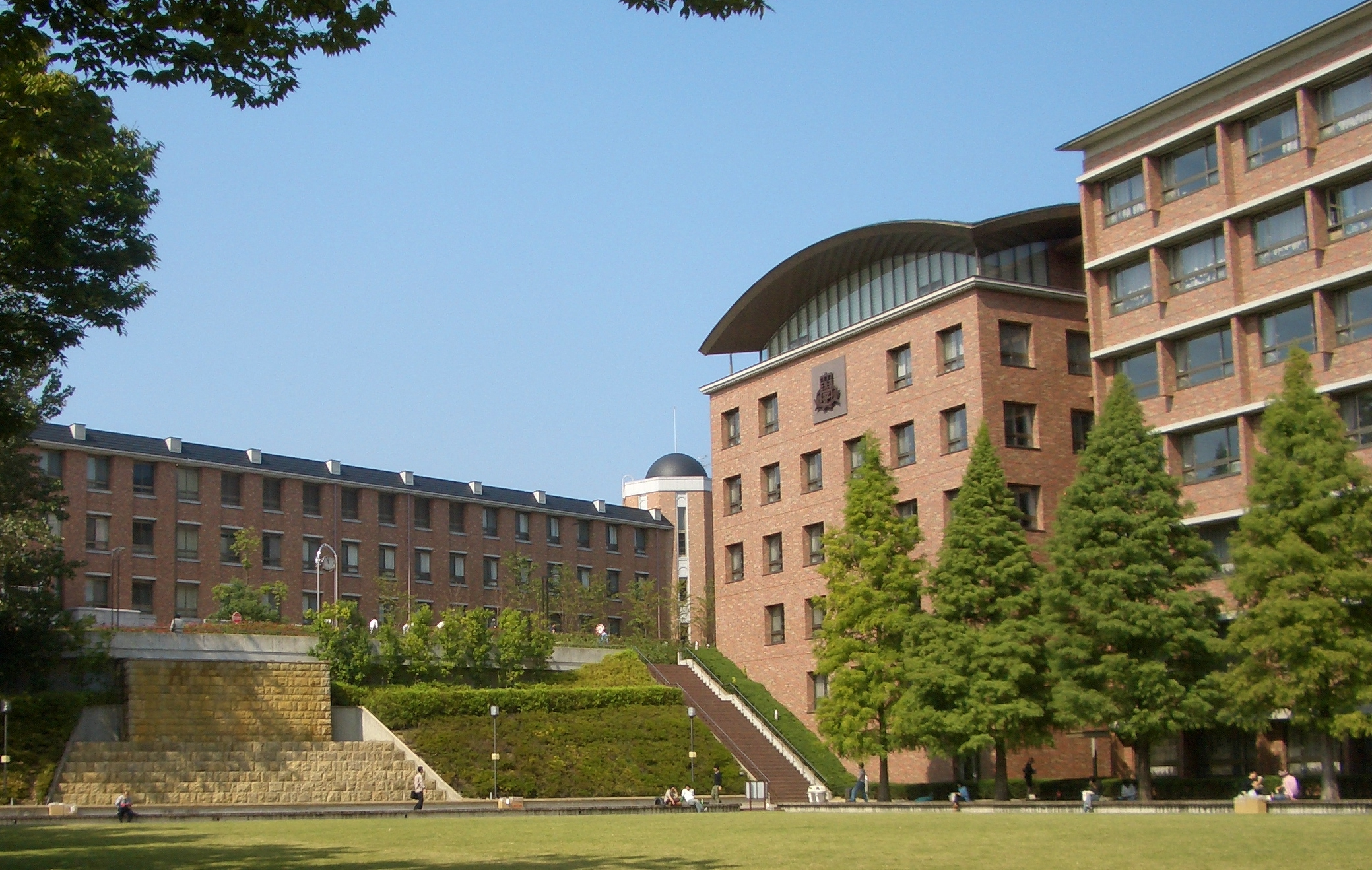
関西大学
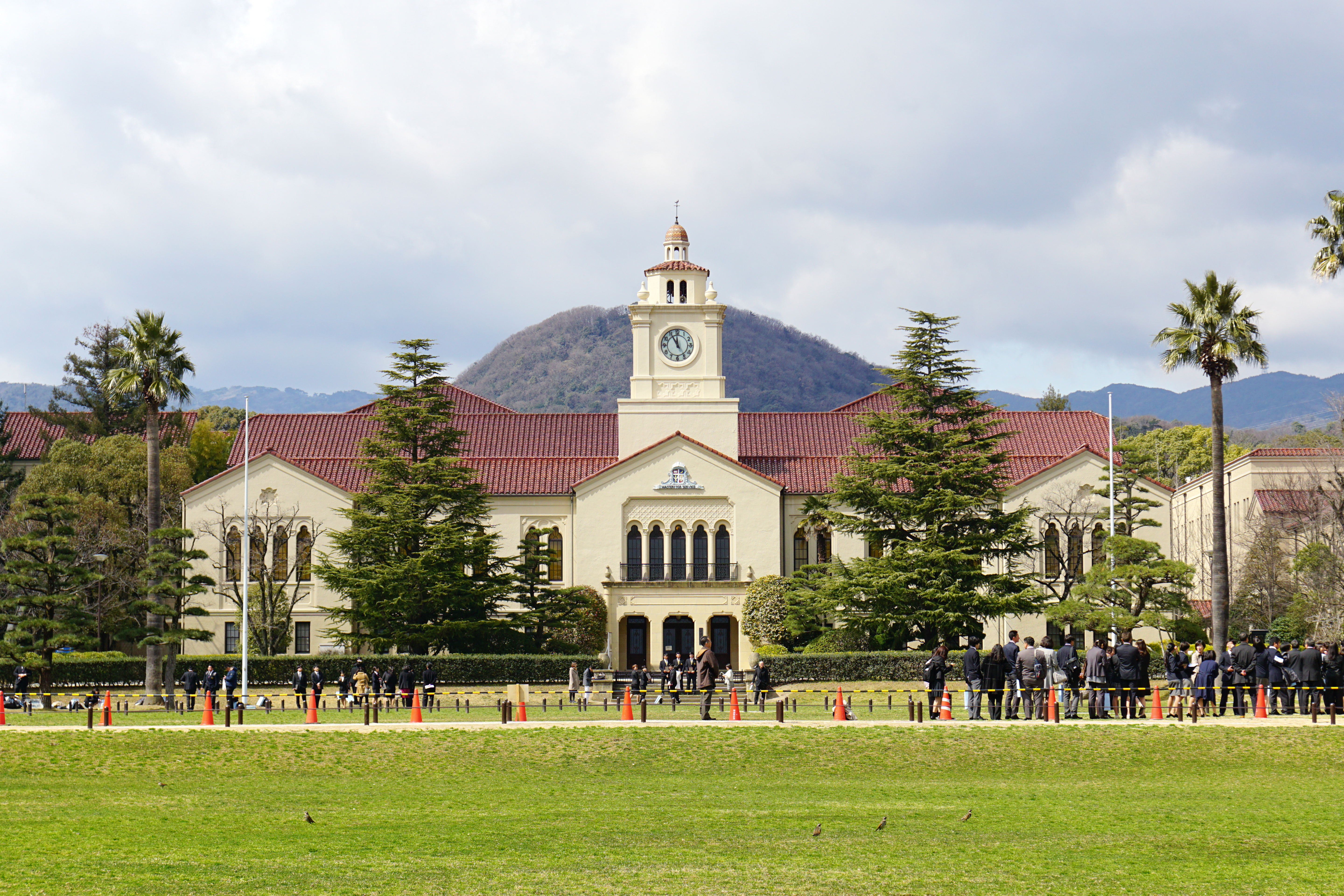
関西学院大学
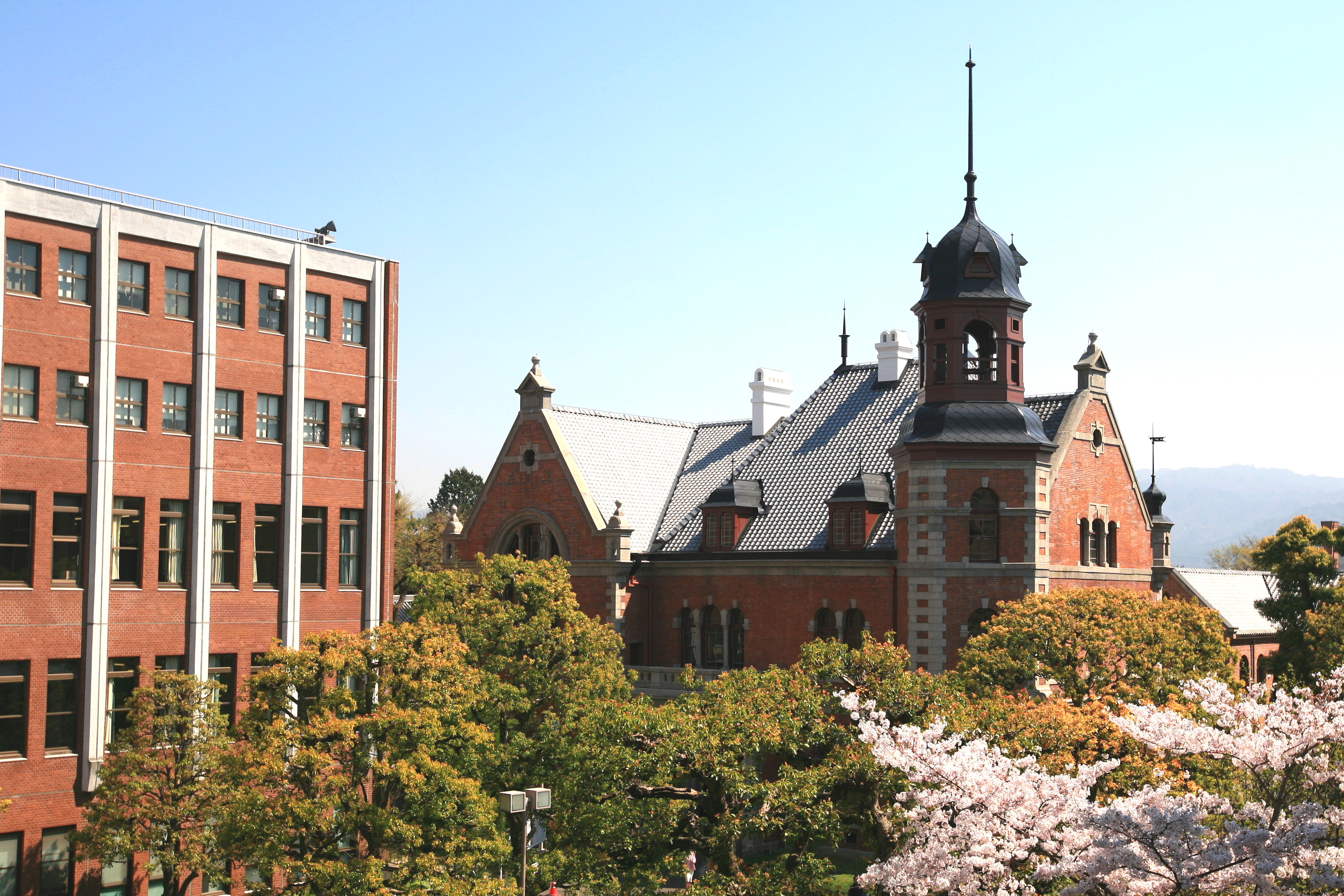
同志社大学
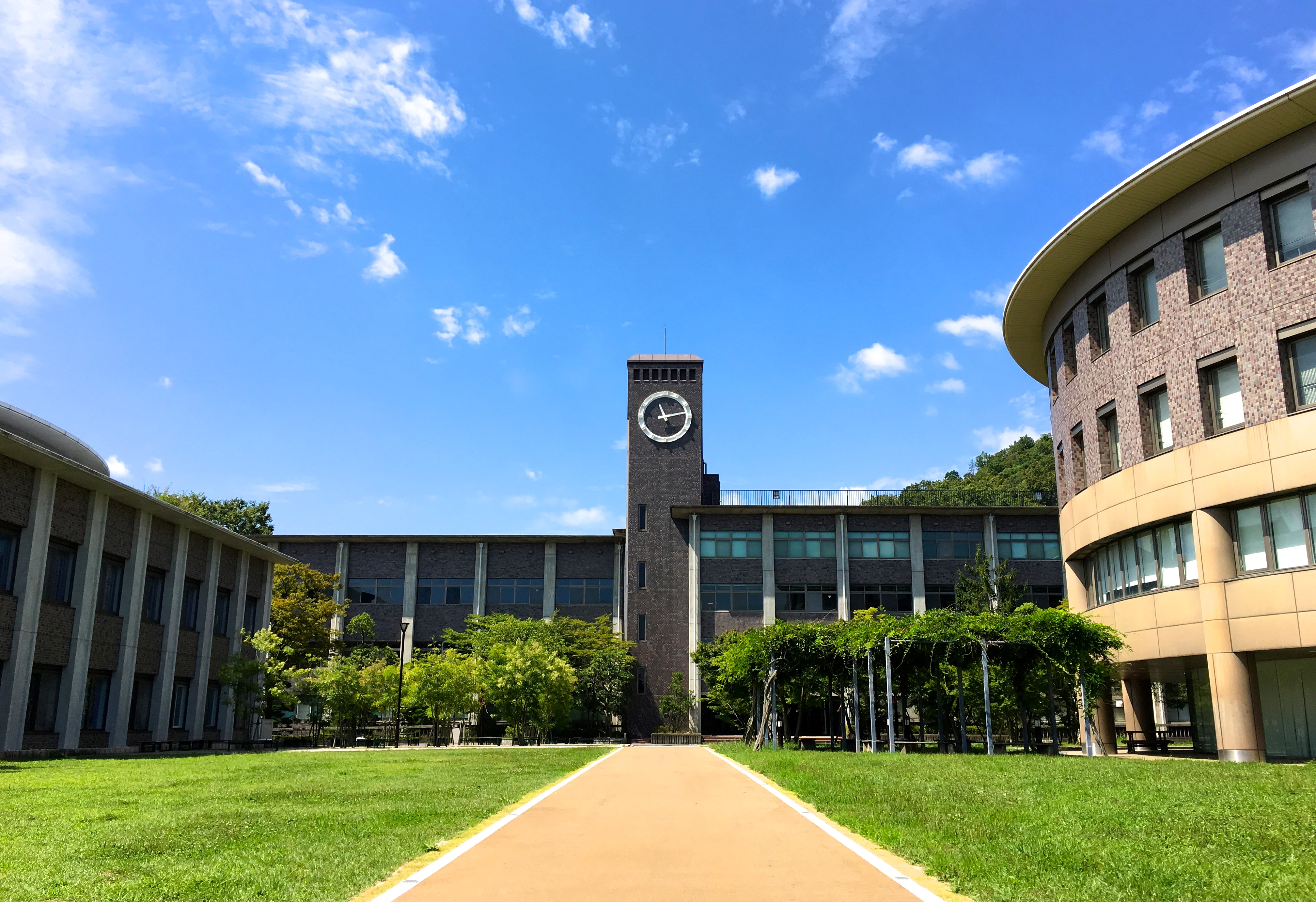
立命館大学

## 由来
「関関」および「同立」という名称は戦前から存在し、関西六大学野球連盟で行われていた伝統の一戦、「関関戦」と「同立戦」に由来する（立命館大学は同立戦を「立同戦」と呼ぶ）。阪神間に所在する関西大学と関西学院大学、京都市に所在する同志社大学と立命館大学は、相互にライバル意識が強く、これら大学野球の対戦は、それぞれの大学の優劣を決める絶好の機会として学生らから熱烈な応援を受けていた。往時は大学野球の人気が絶大であったことから、これらの対校戦は一般市民の耳目を集め、関西の名物対決として定着していくこととなった。
「関関」と「同立」を合わせた「関関同立」は、1970-71年（昭和45-46年）頃、大阪市内の予備校である夕陽丘予備校の初代校長白山桂三が考案したとされる。当時大阪で夕刊を発行していた大阪新聞の記者から受験記事のアドバイスを求められた際、「4つの私立大が、関西で入試レベルも高く、人気もある大学で、これを総称して"関関同立"と言うことにしようや」と発言したといい、1971年（昭和46年）10月14日の大阪新聞の記事で初めて使用された。当初は白山の寄稿記事などでのみ使われたが、やがて旺文社の受験雑誌『螢雪時代』でも使われるようになり、1975年（昭和50年）頃には受験生や他の予備校の間で浸透し、その後各予備校で「関関同立コース」「関関同立模試」などが誕生していくなかで一般化した 。もっとも、4校間での学生交流や大学交流は「関関同立」という名称の登場以前から行われている。
2017年（平成29年）に夕陽丘予備校の校長（当時）に行われた取材によると、1970年当時の関西私大では京都の同志社大学・立命館大学と兵庫の関西学院大学の評価が飛び抜けて高く、白山は大阪の予備校には大阪の大学を盛り上げる役割があると考え、関西大学を加えてグループ化したという。白山は関西大学のバンカラな校風を気に入っていたこともあり、「関関同立」の最初に関西大学を持ってきたが、誰からも文句が出ないよう「五十音順に並べただけ」（関西学院大学は「くゎんせいがくいんだいがく」であり、「かんさいだいがく」よりも後になる）ということにしたという。

## 大学間の交流

### 設立の背景
大学野球の対戦カードとして成立した大学間の関係であるが、相互を認め合うようになり、第二次世界大戦前から既に学生団体や卒業生同士の交流が行われていた。戦後は、学長や大学当局同士による公式の提携が進められている。現在でも、同立の両校は毎年定期的に同立戦（立命館サイドでは「立同戦」）を行っている。また関関の両校も、野球の他に各体育会が対戦する、関関戦及び総合関関戦を毎年開催している。また、学術面での相互連携や、学生サークルの連合組織もこれら4大学を中心にしていることが多く、教育・研究・卒業生の活躍においても各校のライバル関係が語られることがある。

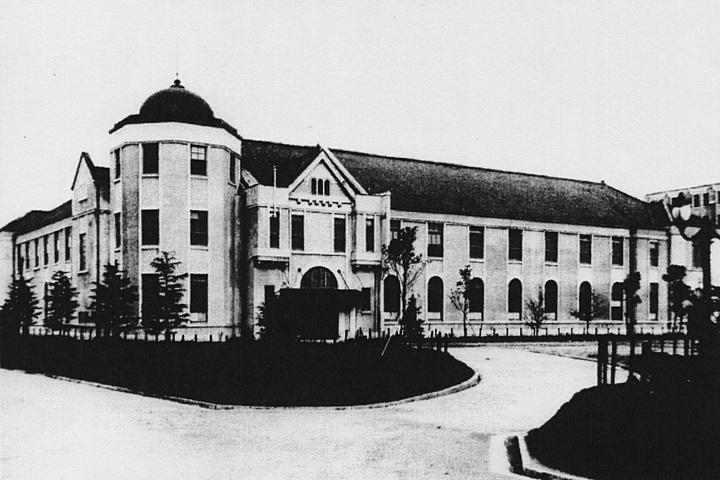
旧制関西大学
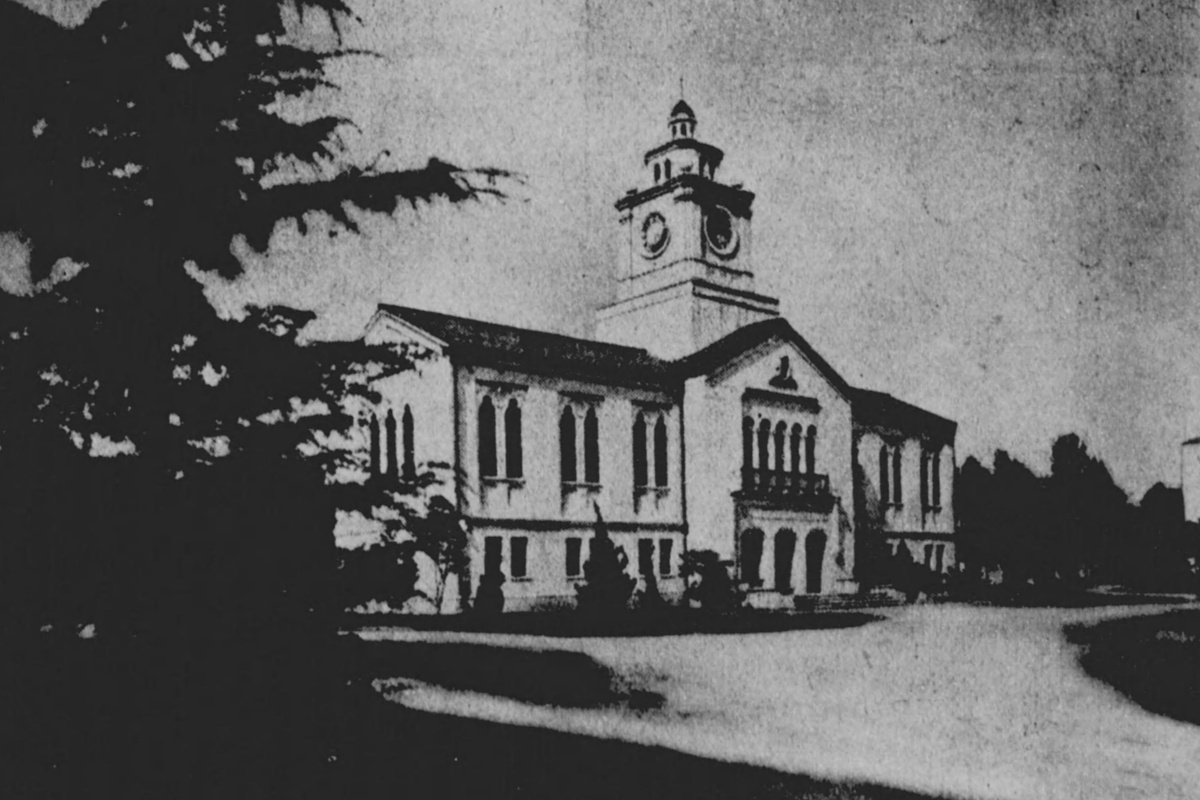
旧制関西学院大学
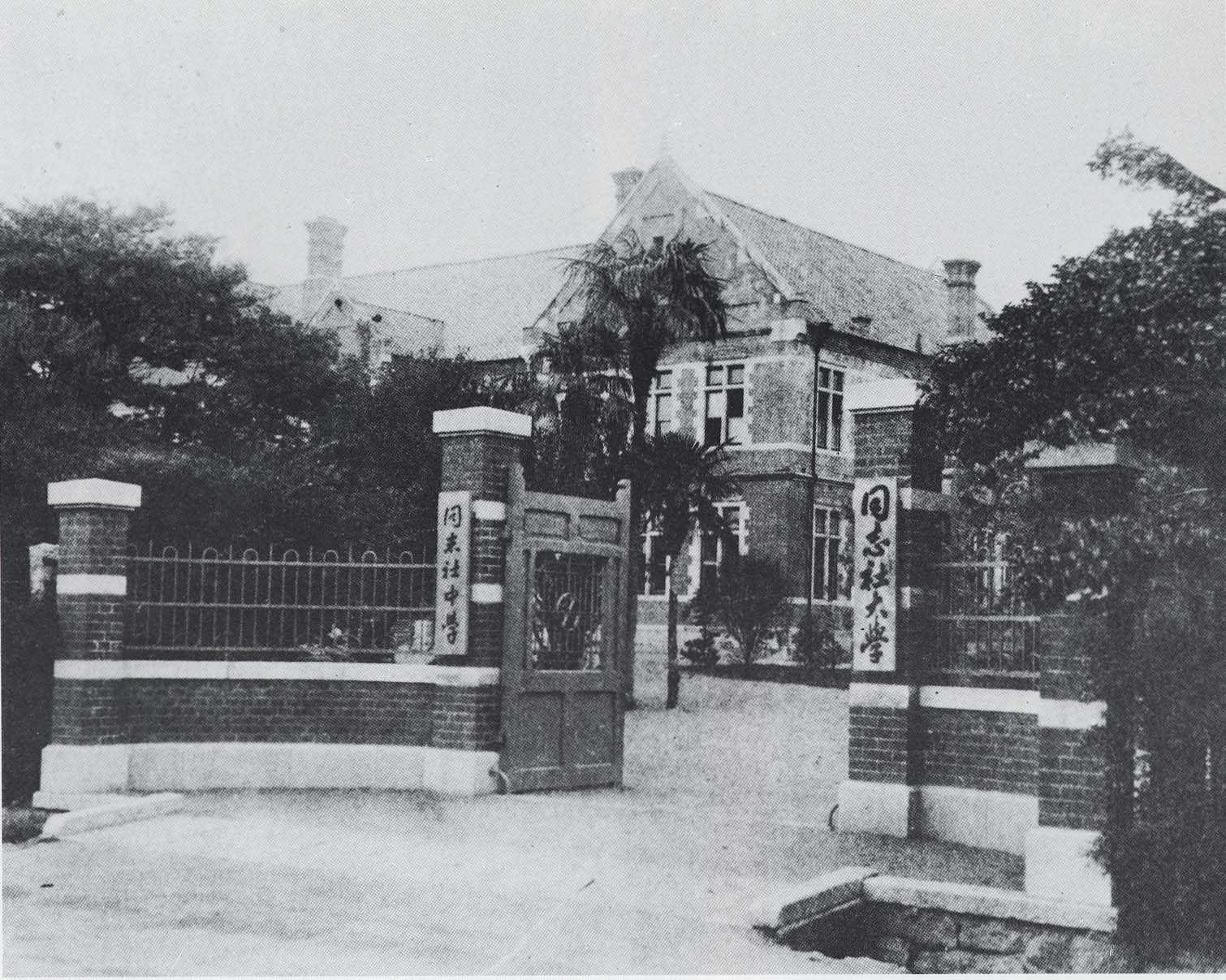
旧制同志社大学
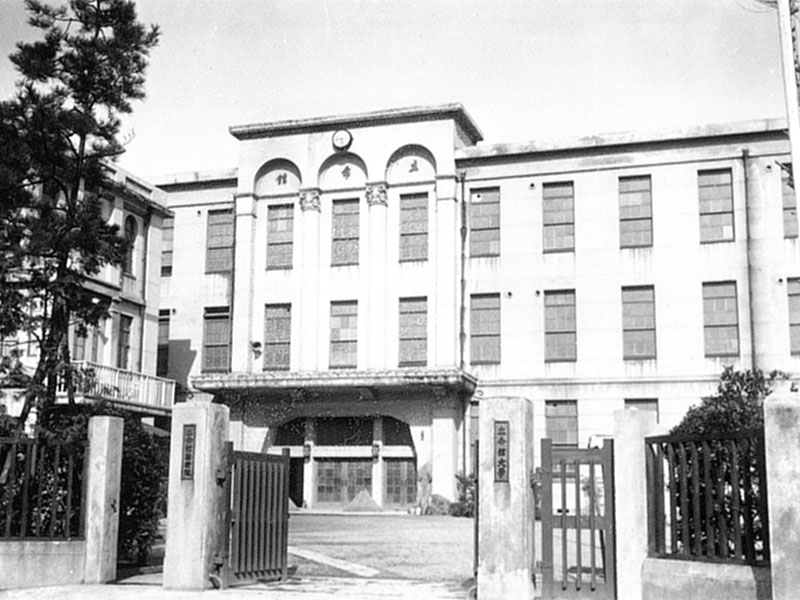
旧制立命館大学

### 関西四大学学長懇談会
関関同立4校の学長による定期懇談会。1947年（昭和22年）7月、岩崎卯一（関大）、神崎驥一（関学大）、湯浅八郎（同大）、末川博（立命大）の共同発起により結成され、第1回会合は関西学院大学で行われた。各大学が順番に当番校を務め、あらかじめ四大学で設定したテーマをもとに年4回開催される。

### スポーツ交流
各大学スポーツ関係者による定期懇親会の定期開催のほか、各大学運動部では「関西四大学定期戦」、「関関同立選手権大会」または「関関同立定期戦」などとして、毎年定期戦交流を行うところも少なくない。航空（グライダー）部、ヨット部、空手道部、拳法部、バスケットボール部、弓道部、陸上部などで行われている。

### 応援団連盟による交流
「四雄の宴」とよばれる公開イベントが各大学応援団連盟により毎年9月末に行われている。JR京都駅ビルの大階段広場で開催される。

### 関西四大学大学院単位互換制度
1998年4月より、4大学大学院間において単位互換制度の運用が始まった。これにより、各大学院の修士課程、博士課程および専門職学位課程に属する正規大学院生であれば、一部の開講講座を除き、他大学大学院に履修を申し込むことができるようになった。他大学で取得した単位は自大学の単位として認定され、成績評価は"N（認定）"となる。選考料は課されない。また、特に演習科目や実習科目で必要とされる場合を除き、基本的に履修料が課されることもない。

### 図書館協定
各大学の図書館の相互利用制度なども実現している。「資料の利用に関する関西四大学図書館相互協力規約（1968年）」のほか、「関西四大学大学院単位互換協定（1998年）」などが存在する。これらにより、関西四大学（関関同立）の教職員、大学院生、学部生の図書館相互利用が可能になった。

### 関西四大学 学長フォーラム
2004年からは、関西四大学主催、読売新聞社共催による「関西4大学 学長フォーラム」が、全国の主要都市で開催されている。このフォーラムの会場では同時に、4大学合同の大学入試説明会も開催されている。

### その他
薬物乱用防止協力
2009年3月7日には、関西学院大学・上ヶ原キャンパスにて4大学の学長が一堂に会し、「薬物乱用防止に関する関西四大学長共同声明」が発表された。同時に「関西四大学薬物乱用防止連絡会」の設置も発表された。
学費改定に関する事前協議
戦後、高度経済成長期のある時期まで、学費の改定については関関同立四大学による事前協議の実施が慣例化していた。